# Police de l'Afrique italienne
La Police de l’Afrique italienne (Polizia dell’Africa italiana), dont l’acronyme est PAI, est la force de police du royaume d'Italie opérant dans les colonies italiennes en Afrique de 1936 à la fin de la Seconde Guerre mondiale. Elle est également active en Italie entre 1943 et 1945.

## Histoire

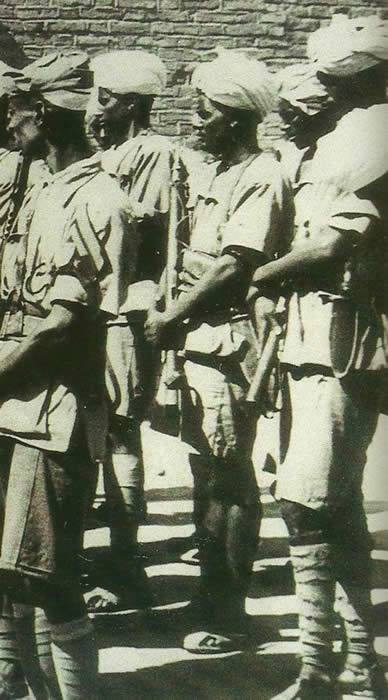
Membres africains de la PAI en 1938

### Création
La police de l’Afrique italienne est créée en 1936 sous le nom de Corps de police coloniale (Corpo di polizia coloniale), à la suite d'une réorganisation des services de sécurité publique opérant sur le territoire de la Libye, pour compléter le gouvernorat italien en Éthiopie et les colonies de l'Afrique orientale italienne. Le nouvel organisme est directement subordonné au ministère des Colonies, rebaptisé alors ministère de l'Afrique italienne et dirigé par Alessandro Lessona. C’est la première fois qu'une force armée dépend d'un ministère civil en Italie.Le règlement intérieur de cette police est promulgué avec l'arrêté royal du 10 juin 1937, n. 1211. D’après cet arrêté, la police de l’Afrique italienne est un corps civil organisé militairement et faisant partie des forces armées de l'État, avec des fonctions de police politique, judiciaire et administrative.
Dans le corps de police colonial nouvellement formé, le lieutenant Bruno De Martinez La Restia crée un escadron de « Lanciers de la garde » pour escorter le gouverneur somalien Francesco Saverio Caroselli : un maréchal et dix gardes de la PAI sont d’abord enrôlés, puis des lanciers somaliens. Les uniformes des lanciers sont bleu de Savoie (it), d’où le surnom d’escadron des lanciers bleus donné par la garde vice-royale à ce groupe.

### La charge de Tulludintù
La première action militaire du PAI a lieu avec une bande (it) montée « Auasc », composée de cavaliers érythréens et engagée dans la lutte contre la guérilla dans la région centrale de Choa. Il est dirigé par Bruno De Martinez La Restia, le maréchal Giovanni Contu, le caporal maréchal Gustavo Gavin et se compose de 137 soldats érythréens. Ils affrontent les rebelles abyssins le 29 juillet 1939 au village de Tulludintù, écrasant la résistance et pourchassant les survivants. De Martinez reçoit la médaille d'argent de la valeur militaire, et son unité est autorisée à porter le fanion Auasc.

### Seconde Guerre mondiale
Pendant les combats de la Seconde Guerre mondiale, la PAI est une unité de combat accompagnant l’armée de terre italienne. Pour la garnison de la route côtière libyenne, au début de la guerre, le gouvernement envoie deux compagnies, une à moto et une en voiture blindée. Ces deux compagnies sont affectées au département d'exploration du corps de manœuvre (it) sous le nom de Bataillon Romolo Gessi. Elles sont immédiatement attaquées par des ennemis et souffrent de tir ami de l’armée allemande, qui endommage une bonne partie de leurs véhicules. Le bataillon s'enfuit en Tripolitaine et est converti en compagnie mixte. Plusieurs bandes ont participé à diverses actions de guerre, à Tripoli, Benghazi et Barqa, mais on ne connaît pas le détail de leurs opérations.

### Armistice et dissolution
Après l'armistice de Cassibile, le soir du 8 septembre 1943, la PAI participe à la bataille de Rome en s'engageant dans le premier conflit avec les Allemands à Mezzocammino, où elle porte secours à une garnison des Grenadiers de Sardaigne avec l’aide de l’arme des Carabiniers. De l'autre côté de Rome, à la même époque, des troupes escortent le roi et le premier ministre Badoglio dans leur fuite par la via Tiburtina, puis se rassemblent en direction de Laurentina. Le 9 septembre, la PAI, avec des apprentis bersagliers et des carabiniers, se bat à Magliana, obligeant les forces allemandes à se replier temporairement. Après quelques heures, les Italiens doivent se replier en direction de Forte Ostiense où ils sont massacrés par les allemands.
Le fondateur et premier commandant de la PAI, le général Riccardo Maraffa, et le chef de la police Carmine Senise sont capturés par les nazis et déportés au camp de concentration de Dachau, où ils meurent.
Sous la République sociale italienne, à Rome, la police africaine italienne opère sous le commandement du général Umberto Presti. Au Nord du pays, il y a une tentative de réorganisation de l’unité avec l'ouverture de l'école de Busto Arsizio à l'automne 1943, mais en mars 1944, la police africaine italienne est intégrée au Corps de police républicain puis à la Garde nationale républicaine.
Sous l'autorité du royaume du Sud, la Police italienne africaine coexiste aux côtés des autres forces de police opérationnelles jusqu'à sa dissolution le 9 mars 1945. Le personnel du corps est transféré à d’autres rôles de police.

## Organisation

### Sous-sections
La police italienne africaine est composée d'officiers, de sous-officiers et d'agents italiens et de policiers àscaris enrôlés localement et encadrés en sept bataillons, du nom des grands explorateurs italiens d'Afrique : Cecchi (it), Duca degli Abruzzi, Giulietti (it), Ruspoli, Casati, Bottego et Gessi (it).
Deux équipes d’inspection générale sont établies, une à Tripoli et une à Addis-Abeba. Le Corps est divisé en commissariats dans les grandes villes comme Tripoli, Benghazi, Asmara, Addis-Abeba, Mogadiscio, Gondar, ainsi que dans des petits commissariats locaux et dans les gares. L'école de formation est basée à Tivoli.
Il existe aussi cinq Départements spéciaux, qui selon le Règlement sur les uniformes du Corps de police de l'Afrique italienne de 1938 sont marqués d'autant d'insignes métalliques imprimés en feuille de laiton doré et peints en bleu, identiques pour les officiers et les troupes nationales. Ces cinq départements spéciaux sont l’escadron vice-royal, les bandes de police, la police portuaire, la police de rue et le corps musical.

### Commandants
- Général Riccardo Maraffa (juin 1937-juillet 1943)
- Major-général Umberto Presti (septembre 1943-mars 1944)
- Walter Cerrini (1938-1953)

## Uniformes
L'uniforme du personnel de la PAI est kaki (hiver) ou blanc (été), avec des faisceaux de licteur au col de la veste et des cordons bleu savoie. Sur le torse ou sur le casque colonial, ils portent la frise du Corps, un aigle aux ailes déployées, avec un bouclier savoyard sur la poitrine et un nœud en huit dans ses griffes.
L'uniforme des soldats locaux de la police a une bande distinctive et un sac et un fez bleu de Savoie ; on voit un col d'uniforme de la même couleur, sur lequel, au lieu des bandes de licteur de l'état-major national, les akars de la police portent des nœuds en huit d'or brodés. Le triangle indiquant les rangs est bleu Savoie et porte également le blason de spécialité ; leur chapeau est orné de la cocarde tricolore avec la frise de la PAI et, pour les unités à cheval, d’une plume de faucon. La même frise est représentée sur un tissu bleu sur le turban des forces montées somaliennes.
Les forces sont équipes d’un mousquet Carcano Mod.91, du pistolet semi-automatique Beretta Mod.34 et du Billao de la PAI.
L'uniforme des "Lanciers Bleus" de l'escadron vice-royal se caractérise par un fez bleu de Savoie à plume noire, enveloppé d'un turban de soie bleue, comme les poignets de l’uniforme.

## Honneurs

### Médailles et décorations pendant la Seconde Guerre mondiale
Du 27 janvier 1942 au 9 mars 1945 :
- Croix d'or d'ancienneté de la police italienne africaine avec couronne (officiers, 40 ans de services)
- Croix d'Or pour l'ancienneté de la Police Italienne Africaine (officiers, 25 ans de services)
- Croix d'argent d'ancienneté de la Police Italienne Africaine avec couronne (sous-officiers et agents nationaux, 25 ans de services)
- Croix d'argent d'ancienneté de la Police Italienne Africaine (sous-officiers et agents nationaux, 16 ans de services)
- Croix de bronze d'ancienneté de la Police Italienne Africaine avec couronne (agents indigènes, 20 ans de services)
- Croix de bronze pour l'ancienneté de la Police Italienne Africaine (agents indigènes, 10 ans de services)

### Autres distinctions
Le tableau des médailles du Corps de police italien africain :
- 2 croix de chevalier de l'ordre militaire de Savoie
- 1 médaille d'or de la valeur militaire
- 4 médailles d'argent de la valeur militaire
- 110 médailles de bronze de la valeur militaire
- 150 croix de guerre de la valeur militaire
- 21 promotions pour mérite de guerre
- 29 Mentions solennelles de la valeur militaire